# Fedtschenko-Gletscher
Der Fedtschenko-Gletscher (russisch Ледник Федченко, englisch Fedchenko Glacier) im Pamir in Tadschikistan ist mit 70 km Länge bei einer Breite zwischen 2 und 3 km der weltweit längste Gletscher außerhalb der polaren Gebiete.
Der 952 km² große Talgletscher wurde nach Alexei Pawlowitsch Fedtschenko, dem russischen Naturwissenschaftler und Entdecker Zentralasiens benannt, der 1871 auf einer Forschungsreise in Turkestan jenseits des Alaigebirges den von ihm benannten Transalai, den nördlichen Rand des Pamirgebirges, als erster Europäer entdeckte.
Der Fedtschenko-Gletscher verläuft in nördlicher Richtung zur Ostseite des Pik Garmo. Er beginnt auf einer Höhe von 6200 m über dem Meeresspiegel. Sein Schmelzwasser fließt auf einer Höhe von etwa 2900 m, in die Seldara, den linken Quellfluss des Muksu.
Der Fedtschenko-Gletscher wurde schon 1878 entdeckt, seine Länge wurde jedoch mit nur etwa 20 km angenommen. 1928 führte die Akademie der Wissenschaften der UdSSR mit dem Deutschen und Österreichischen Alpenverein unter der Leitung des Asienforschers Willi Rickmer Rickmers eine Deutsch-sowjetische Alai-Pamir-Expedition durch. Durch den stellvertretenden deutschen Expeditionsleiter Richard Finsterwalder wurde der Gletscher vollständig mit Hilfe der terrestrischen Photogrammetrie vermessen. Seine Eisdicke beträgt im Maximum 1000 m und im Mittel 500 m, sein Volumen 46 km³. Es wurde eine Karte des gesamten Gletschergebietes im Maßstab 1:50.000 erstellt.
Im Rahmen des Internationalen Geophysikalischen Jahres beteiligte sich im Jahr 1958 eine Gruppe von Forschern aus der Deutschen Demokratischen Republik an einer glaziologischen Pamirexpedition der Usbekischen Akademie der Wissenschaften zur weiteren Erforschung des Fedtschenko-Gletschers. Dabei konnte festgestellt werden, dass ein Rückgang der Vereisung stattfand. Die Zunge des Fedtschenko-Gletschers taute in den Jahren von 1928 bis 1958 um 420 m zurück. In diesem Zeitraum wurde ein Eisverlust von 1 km³ festgestellt.
Während des gesamten 20. Jahrhunderts hat er bereits 1,4 % seiner Länge (0,98 km) und 2 km³ Eis eingebüßt.